# Balet Slovenského národního divadla
Balet Slovenského národního divadla je jednou ze složek Slovenského národního divadla. Ředitelem Baletu je od 21. srpna 2012 Jozef Dolinský, ml. Baletní představení se konají v historické budově SND na Hviezdoslavově náměstí a od dubna 2007 ve společném sále s Operou SND i v nové budově Slovenského národního divadla na Pribinově ulici. Představení baletu se konají nepravidelně střídavě se souborem opery, během celé divadelní sezóny, která trvá od začátku září do konce června. Soubor baletu, kromě svých představení, spoluúčinkuje i ve více operních inscenacích. Soubor má 3 vedoucích sólistů a 15 sólistů.
Prvním uměleckým šéfem Baletu Slovenského národního divadla byl český tanečník Václav Kalina, který 19. května 1920 uvedl balet Coppélia od Léa Delibes.

## Současný repertoár Baletu SND

### Nová budova SND, Sál Opery a Baletu
- Adolphe Charles Adam – Giselle, choreografie a režie: Ondrej Šoth, Juraj Kubánka
- Igor Holováč, Jaroslav Ivanenko, Ján Ševčík: MADE IN CZECH: Večer současné choreografické tvorby
- Petr Iljič Čajkovskij – Marius Petipa a Lev I. Ivanov: Labutí jezero, nastudování: Rafael Georgijevič Avnikjan
- Petr Iljič Čajkovskij – Fernand Nault: Louskáček, choreografie: Fernand Nault
- Anton Popovič – Ľubomír Feldek – Ján Ďurovčík: Popolvár, choreografie a režie: Ján Ďurovčík
- Petr Iljič Čajkovskij – Oněgin, choreografie a režie: Vasily Medvedev[3]

### Historická budova SND
- Ludwig Aloisius Minkus – Marius Petipa: Bajadera (La Bayadere), nastudování: Rafael Georgijevič Avnikjan
- Tibor Frešo – Igor Holováč: Narodil se brouček, choreografie a režie: Igor Holováč
- Václav Patejdl – Libor Vaculík: Sněhurka a sedm závodníků, choreografie a režie: Libor Vaculík